# Innozenz V.

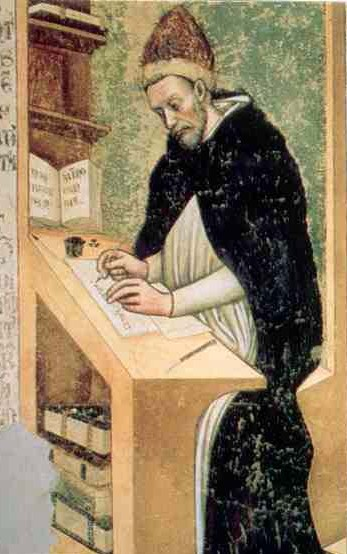
Papst Innozenz V. (Fresko von Tommaso da Modena, 1350)

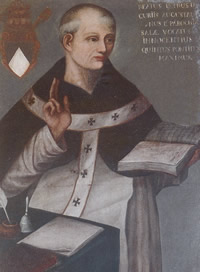
Seliger Innozenz V.

Innozenz V., ursprünglich Pierre de Tarentaise OP (* 1225 im heutigen Moûtiers in der Tarentaise, Teil von Savoyen; † 22. Juni 1276 in Rom), war im Vierpäpstejahr 1276 für wenige Monate der zweite Papst dieses Jahres.

## Leben
Seit 1264 war er Provinzial des Dominikanerordens. 1272 wurde er zum Erzbischof von Lyon und 1273 zum Kardinalbischof von Ostia ernannt. Er war auch Professor an der Pariser Sorbonne. Als Mitarbeiter von Thomas von Aquin und Albertus Magnus machte er sich in der Wissenschaft einen größeren Namen als während seines Pontifikats. In dieser Zeit erhielt er den Titel Doctor famosissimus.
Innozenz V. wurde am 21. Januar 1276 zum Papst gewählt, nur einen Tag nach Beginn des Konklaves, das erstmals nach den strengen Regeln seines Vorgängers Gregor X. zusammenkam. Dabei durften die Kardinäle das Gebäude nicht verlassen, bevor ein neuer Papst gewählt worden war. Innozenz war der erste Dominikaner auf dem Stuhle Petri und übte sein Amt nur ein knappes halbes Jahr bis zu seinem Tod am 22. Juni 1276 aus. Obwohl er zur Neutralität tendierte, kam er sehr rasch unter den Einfluss von Karl I. von Sizilien, der als römischer Senator in Rom residierte. Deshalb unterstützte er klaglos dessen Politik gegenüber Rudolf von Habsburg. Er bemühte sich auch vergeblich um die Vertiefung der Kirchenunion mit Byzanz.
Papst Innozenz V. wurde in San Giovanni in Laterano beerdigt. Mit dem großen Brand im Jahr 1308 ging seine Grabstätte verloren. Er wurde am 3. März 1898 von Papst Leo XIII. seliggesprochen. Sein katholischer Gedenktag ist sein Todestag am 22. Juni.

## Werke
- In quattuor libros sententiarum commentaria. 4 Bde. Toulouse 1652.